# Venera 11

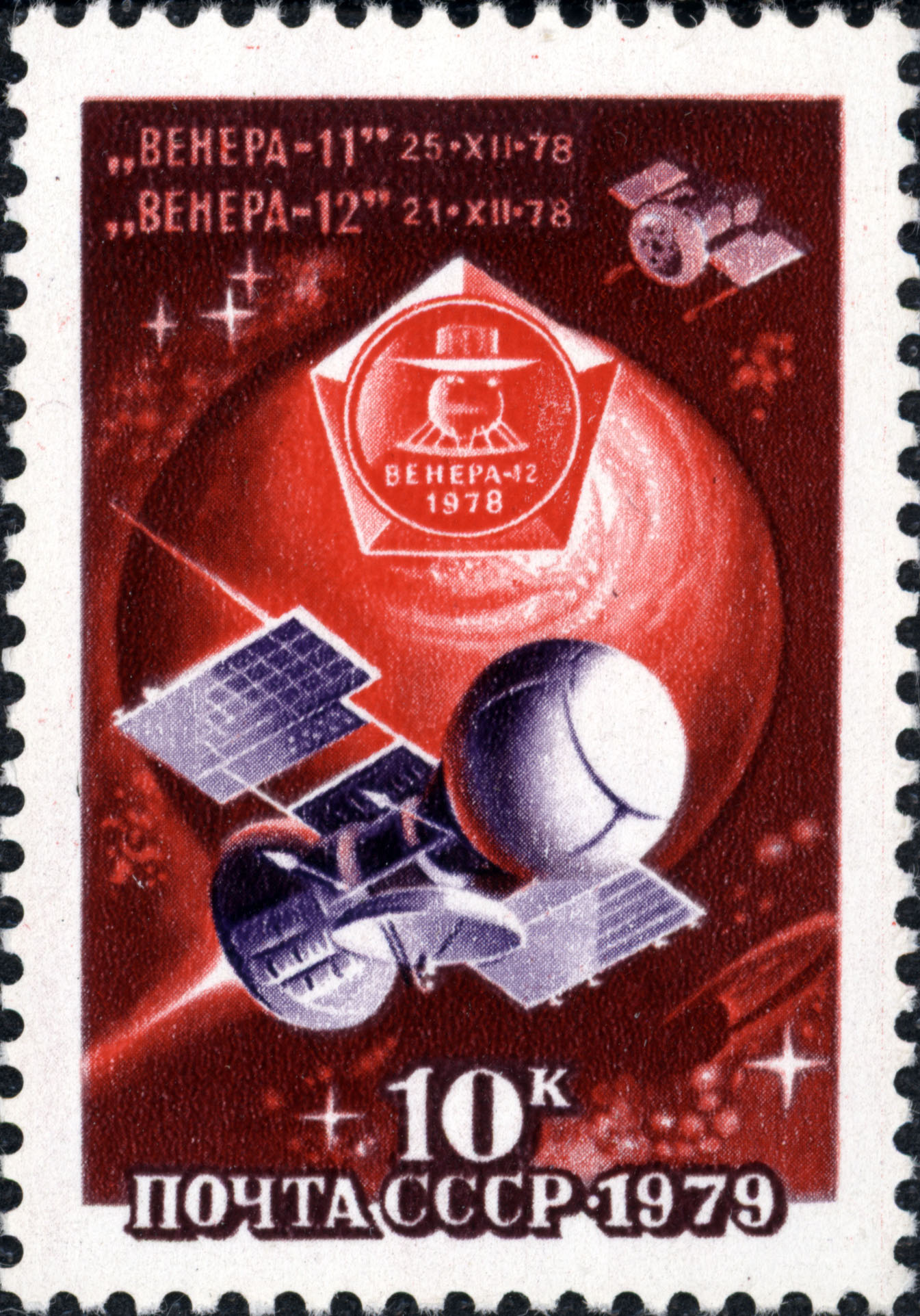
Selo da URSS dedicado à missão de exploração espacial Venera-it e Venera 12.

Venera 11 foi uma missão espacial não tripulada soviética que faz parte do Programa Vênera para explorar o planeta Vênus. Venera 11 foi lançado em 9 de Setembro de 1978 às 03h25min39 UTC.
Separando-se de sua plataforma de voo em 23 de dezembro de 1978, a sonda entrou na atmosfera de Vênus dois dias depois, em 25 de Dezembro de 1978, a 11,2 km/s. Durante a descida, empregou frenagem aerodinâmica seguida de frenagem de paraquedas e finalizando com frenagem atmosférica. Ele fez um pouso suave na superfície às 06h24 horário de Moscou (03h24 UT) do dia 25 de dezembro, após um tempo de descida de aproximadamente 1 hora. A velocidade de toque foi de 7 a 8 m/s. A informação foi transmitida para a plataforma de voo para retransmissão para a terra até que ela saiu do alcance 95 minutos após o toque. Coordenadas de aterragem são 14° S 299° E.

## Plataforma de voo
Após a ejeção da sonda do módulo de pouso, a plataforma de voo continuou passando por Vênus em uma órbita heliocêntrica. O encontro próximo com Vênus ocorreu em 25 de dezembro de 1978, a aproximadamente 35 000 km de altitude. A plataforma de voo atuou como um retransmissor de dados para a nave de descida por 95 minutos, até que ela voou para fora do alcance e retornou suas próprias medições no espaço interplanetário.
A plataforma de voo Venera 11 carregava detectores de vento solar, instrumentos de elétrons da ionosfera e dois detectores de explosão de raios gama - o KONUS de construção soviética e o SIGNE 2 de construção francesa. Os detectores SIGNE 2 voaram simultaneamente no Venera 12 e Prognoz 7 para permitir a triangulação de gama fontes de raios. Antes e depois do sobrevoo de Vênus, Venera 11 e Venera 12 produziram perfis de tempo detalhados para 143 explosões de raios gama, resultando no primeiro catálogo de tais eventos. A última explosão de raios gama relatada por Venera 11 ocorreu em 27 de janeiro de 1980.
Lista de instrumentos e experimentos da plataforma de voo:
- 30-166 nm extremo UV espectrómetro
- Espectrômetro de plasma composto
- Detector de rajada de raios gama KONUS
- Detector SNEG Gamma-ray Burst
- Magnetômetro
- 4 contadores de semicondutores
- 2 contadores de descarga de gás
- 4 contadores de cintilação
- Telescópio hemisférico de prótons

A missão terminou em fevereiro de 1980. Venera 11 está atualmente em órbita heliocêntrica, com periélio de 0,69 UA, afélio de 1,01 UA, excentricidade de 0,19, inclinação de 2,3 graus e período orbital de 284 dias.

## Aterrizador
O aterrizador (em inglês: lander) carregava instrumentos para estudar a temperatura e a composição química atmosférica e do solo. Um dispositivo chamado Groza detectou um raio em Vênus. Tanto a Venera 11 quanto a Venera 12 tinham landers com duas câmeras, cada uma projetada para imagens coloridas, embora a literatura soviética não as mencione. Cada um falhou em retornar imagens quando as tampas das lentes não se separaram após o pouso devido a uma falha de design. O analisador de solo também falhou. Um cromatógrafo de gás estava a bordo para medir a composição da atmosfera de Vênus, bem como instrumentos para estudar a radiação solar espalhada. Os resultados relatados incluíram evidências de relâmpagos e trovões, uma alta razão Ar36 / Ar40 e a descoberta de monóxido de carbono em baixas altitudes.
Lista de experimentos e instrumentos da sonda:
- Nefelômetro de retroespalhamento
- Espectrômetro de massa - MKh-6411
- Cromatógrafo de gás - Sigma
- Fluorospectrômetro de raio-x
- Fotômetro de varredura 360 ° - IOAV
- Espectrômetro (430-1170 nm)
- Microfone / anemômetro
- Sensor de rádio de baixa frequência
- 4 termômetros
- 3 barômetros
- Acelerômetro - Bizon
- Penetrômetro - PrOP-V
- Dispositivo de análise de solo
- 2 câmeras coloridas
- Pequenas baterias solares - MSB